# Condado de Suður-Múlasýsla
Suður-Múlasýsla es uno de los 23 condados de Islandia. Se encuentra localizado al este del país. 

## Demografía
Dentro del condado de Suður-Múlasýsla reside una población compuesta por 5.285 personas. Los lugareños se encuentran distribuidos en los 3.980 kilómetros cuadrados del condado. La densidad poblacional es de 1,33 habitantes por kilómetro cuadrado.

### Municipios
Suður-Múlasýsla comprende los siguientes municipios:
- Breiðdalshreppur
- Djúpavogshreppur
- Fljótsdalshérað
- Fjarðabyggð

### Localidades
Suður-Múlasýsla comprende las siguientes localidades:
| Localidad       | Altura (m s. n. m.) | Población (2004) |
| --------------- | ------------------- | ---------------- |
| Berunes         | 0                   | 16               |
| Breiðdalsvík    | 0,9                 | 44               |
| Brekka          | 0                   | 114              |
| Reyðarfjörður   | 0                   | 700              |
| Fáskrúðsfjörður | 0                   | 623              |
| Dísarstaðir     | 56,9                | 42               |
| Djúpivogur      | 5,7                 | 7                |
| Eiðar           | 58,8                | 35               |
| Eskifjörður     | 0                   | 240              |
| Eyri            | 69,7                | 109              |
| Fjörður         | 134,7               | 155              |
| Gvendarnes      | 0                   | 7                |
| Hafnarnes       | 0,9                 | 7                |
| Hallormstaður   | 83,8                | 23               |
| Háteigur        | 0,9                 | 52               |
| Heydalir        | 18,8                | 42               |
| Hof             | 13,7                | 28               |
| Hvammur         | 0                   | 9                |
| Kirkjubólsþorp  | 0                   | 40               |
| Kolfreyjustaður | 0,9                 | 19               |
| Lönd            | 0,9                 | 14               |
| Merki           | 64,9                | 314              |
| Múli            | 51,8                | 215              |
| Neskaupstaður   | 0,9                 | 214              |
| Starmýri        | 11,8                | 22               |
| Stöð            | 55,7                | 52               |
| Þingmúli        | 118,8               | 14               |
| Vallanes        | 31,6                | 39               |
| Vattarnes       | 0,9                 | 33               |
| Vík             | 29,8                | 24               |

## Historia

### Edad Media
Conocido como Kiðjafellsþing («thing de Kiðjafell») hubo en la región uno de los tres centros jurídicos y políticos de la corte del Este: (Austfirðingafjórðungur), Sunnudal, plaza de nacimiento de Bjarni Brodd-Helgason durante la Mancomunidad Islandesa. También recibió el nombre de Sunnudalsþing.